# 那珂市コミュニティバス
那珂市コミュニティバス（なかしコミュニティバス）は、茨城県那珂市がかつて運行していたコミュニティバスである。愛称は「ひまわりバス」。2010年4月1日から2020年3月31日まで運行されていた。茨城交通へ運行を委託していた。

## 運賃
- 中学生以上 100円
- 回数券(1,000円 100円券11枚綴り）、1日フリー乗車券（200円）あり
- 小学生以下、障がい者及び介助人1名は無料

## 廃止時路線

### 菅谷五台循環
- 11： ひだまり - 図書館 - 上菅谷駅 - 那珂市役所 - イオン那珂店前 - ホーマック前 - 中台 - 川又自動車前 - 田代公民館前 - 那珂一中入口 - ひだまり
- 後台駅発着： 後台駅 - 川又自動車前 - 田代公民館前 - 那珂一中入口 - ひだまり

→方向が右回り、←方向が左回り。

後台駅発着は1日1本。全便土休日運休。

2013年4月1日にそれまでの11：菅谷循環と12：五台循環を統合してこの系統となる。

### しどり総合公園循環
- 13： ひだまり - 図書館 - 上菅谷駅 - 那珂市役所 - 鴻巣十字路 - 那珂総合公園 - 平野台団地南 - 瓜連駅 - 静駅入口 - しどりの湯 - 静駅入口 - 瓜連駅口 - 常陸鴻巣駅入口 - 鴻巣十字路 - 那珂市役所 - 上菅谷駅 - 図書館 - ひだまり

→方向が右回り、←方向が左回り。

全便土休日運休。

## 過去路線
- 1： 神崎コース （2013年3月31日廃止）[2]
- 2： 額田コース （2013年3月31日廃止）[2]
- 3： 五台中台コース （2012年4月2日廃止）[3]
- 3： 五台福田コース （2013年3月31日廃止）[2]
- 4： 五台豊喰コース （2012年4月2日廃止）[3]
- 5： 戸多コース （2013年3月31日廃止）[2]
- 6： 芳野コース（2012年4月2日廃止）[3]
- 7： 木崎鹿島コース （2012年4月2日廃止）[3]
- 7： 木崎芳野コース （2013年3月31日廃止）[2]
- 8： 木崎酒出コース （2013年3月31日廃止）[2]
- 9： 瓜連静コース （2013年3月31日廃止）[2]
- 10： 瓜連玉川コース （2013年3月31日廃止）[2]
- 11： 菅谷循環 （2013年3月31日廃止）[2]
- 12： 五台循環 （2013年3月31日廃止）[2]